# 이미어 퀸
이미어 퀸(Eimear Quinn, 1972년 12월 18일 ~ )은 아일랜드의 가수이다. 유로비전 송 콘테스트 1996에 아일랜드 대표로 참가여 우승을 차지했다.

## 디스코그래피

### 싱글 및 EP
- 1996: "The Voice" (IRL No. 3,[1] UK No. 40[2])
- 1996: "Winter, Fire and Snow EP"
- 1997: "Ave Maria"

### 음반
- 2001: Through the Lens of a Tear
- 2006: Gatherings
- 2007: Oh Holy Night